# Space Pirate Captain Herlock: The Endless Odyssey
Space Pirate Captain Herlock: The Endless Odyssey, auch Space Pirate Captain Harlock: Outside Legend – The Endless Odyssey, ist eine 2002 produzierte japanische Original Video Animation mit 13 Episoden zu je 25 Minuten, die als Fortsetzung der Ende der 1970er Jahre nach der Manga-Reihe von Leiji Matsumoto produzierten Serie Die Abenteuer des fantastischen Weltraumpiraten Captain Harlock konzipiert wurde. Verantwortlich zeichnete der Regisseur Rintaro, das Drehbuch verfasste Sadayuki Murai. Im Titel der Serie ist die ursprüngliche Schreibweise der Name des Captains, Harlock, zu Herlock abgewandelt.

## Handlung
Jahre nach dem Verschwinden des Captain Herlock wird seine rechte Hand Yuki Kei mit den verbleibenden Raumpiraten von der Zentralregierung aufgebracht und gefangen genommen; doch Captain Herlock ist dabei, wieder in das Geschehen im Weltall einzugreifen. Eine unbekannte Geistesmacht hat die Leichen mehrerer Wissenschaftler übernommen, die nun als eine Art übermächtige Ghouls oder Zombies das Universum unsicher machen. Als die Toten Wissenschaftler einen lebenden Kollegen, Professor Daiba, konfrontieren, wird dieser getötet; sie wollen auch seinen dazukommenden Sohn Tadashi töten, doch diesen kann Captain Herlock retten. Herlock verspricht Tadashi, ihn bei seiner Rache am Mörder seines Vaters zu unterstützen; er fordert ihn auf, an Bord seines Schiffes, der Arcadia, zu kommen, um ein „echter Mann“ zu werden.
Herlock befreit nun seine frühere Crew und macht sich daran, das Rätsel der bösen Wissenschaftler-Ghouls zu lösen; es stellt sich heraus, dass es sich um individualisierte Splitter des Noo handelt, einem bösen Urwesen, das kurz nach dem Urknall von einer „Unendliche Kette“ genannten Macht verbannt worden war. Noos Wille ist es, aus seiner Verbannung in die Dimension des Lebens zurückzukehren und alle lebendigen Wesen durch Furcht zu versklaven und sich die Erde, einen Teil seines ursprünglichen Körpers, wieder einzuverleiben. Dazu versetzt Noo den Planeten in die sechste Dimension, wobei er von den Scannern der Menschen verschwindet. Noo greift nach den Seelen der Lebenden und löst einen grausamen, von Furcht getriebenen interstellaren Krieg aus. Captain Herlock beweist sich als immun gegen die Furcht, das eigentliche Machtmittel des Noo, und kann, dank des Vertrauens seiner Mitstreiter und trotz der Tücke seines Gegners, in die sechste Dimension vordringen, von wo es ihm gelingt, Noo wieder aus der Dimension der Lebenden zu verbannen und die Erde wieder an ihren angestammten Platz erscheinen zu lassen.
Am Ende eröffnet er Tadashi, dass er seinem Vater versprochen hatte, ihn zu töten, sollte er die Welt der Lebenden verraten; dies hatte Professor Dashi beinahe getan, da er als Wissenschaftler der Versuchung, das Rätsel der Verbannung Noos zu lösen, nicht widerstehen konnte. Er fordert, als Mörder von Tadashis Vater, nun dessen Rache.

## Produktion und Veröffentlichung
Die 13-teilige Serie entstand 2002 beim Studio Madhouse unter der Regie von Rintaro, das Drehbuch schrieb Sadayuki Murai. Die Musik komponierte Takayuki Hattori, das Charakterdesign entwarf Nobuteru Yuki und die künstlerische Leitung lag bei Hisashi Ikeda. Das Mechanical Design stammt von Katsuya Yamada und Masami Ozone. Die verantwortlichen Produzenten waren Manabu Tamura und Satoki Toyada. Die Produktion war ursprünglich für die Ausstrahlung im Fernsehen gedacht. Jedoch kam es zu einer Unterbrechung, als Leiji Matsumoto kurz vor Fertigstellung bemerkte, dass ein Davidstern als Symbol für die Wurzel des Bösen verwendet worden war. Da er keine antisemitische Symbolik in der Serie wollte, wurde diese überarbeitet und verpasste so den Sendetermin.
Die Veröffentlichung erfolgte stattdessen 2002 und 2003 auf DVD. Später wurde der Anime von Nippon Television Network noch im Fernsehen gezeigt. Universum Film veröffentlichte eine deutsche Synchronisation auf DVD. Auch italienische, französische und englische Übersetzungen erschienen.

## Synchronisation
| Rolle           | japanischer Sprecher (Seiyū) | deutscher Sprecher       |
| --------------- | ---------------------------- | ------------------------ |
| Captain Herlock | Kōichi Yamadera              | Walter von Hauff         |
| Yattaran        | Naoki Tatsuta                | Hans-Georg Panczak       |
| Tadashi Daiba   | Tomokazu Seki                | Hubertus von Lerchenfeld |
| Mimeh           | Yuko Minaguchi               | Melanie Jung             |
| Nana            | Fumiko Orikasa               | Natalie Löwenberg        |
| Yuki Kei        | Rei Sakuma                   | Stephanie Kellner        |
| Shizuka         | Emi Shinohara                | Tatjana Pokorny          |
| Doktor Zero     | Nachi Nozawa                 | Tobias Lelle             |

## Rezeption
Aufgrund der spannenden Handlung und der interessanten bildsprachlichen Details sei die Serie eine würdige Fortsetzung der Captain Harlock-Geschichte, so die Kritik bei Anime News Network. THEM Anime kritisiert jedoch die extreme Unantastbarkeit des Captain Harlock. Die Serie zeige deutlich die Handschrift Rintaros, so die deutsche Zeitschrift Animania: statt Leiji Matsumotos üblicher „kompakter Story mit melancholischer Message“ werde eine über 13 Teile zusammenhängende Geschichte mit Fokus auf eine mysteriöse Atmosphäre vermittelt. Die Inszenierung sei handwerklich gelungen, wenn auch teils waghalsig, und unterlegt mit einem bodenständigen, „bluesigen Soundtrack“. Das Charakterdesign zeige sowohl eigenen Stil als auch Verbundenheit zu den früheren Werken des Leiji-Matsumoto-Universums.